# Dudua anaprobola
Dudua anaprobola es una especie de mariposa del género Dudua, familia Tortricidae.
Fue descrita científicamente por Bradley en 1953.